# Rafael de Monterols
Rafael de Monterols va ser batlle de Sabadell entre els anys 1498-1499. Té un carrer dedicat al barri de la Creu Alta.